# 真中琴与
真中 琴与（まなか ことよ、4月24日 - ）は、日本の女性声優。東京都出身。アクセルワン所属。

## 略歴
アクセルゼロ3期生。2015年4月1日よりアクセルワンに所属。
2016年、テレビアニメ『くまみこ』の保田清里役で初のレギュラー出演を獲得。

## 人物
特技としてバレーボールと縄跳びをそれぞれ挙げている。趣味としてバルーンアート、ゲーム、パワースポット巡りをそれぞれ挙げている。

## 出演

### テレビアニメ
2016年
- 虹色デイズ（学級委員）
- くまみこ（保田清里）
- おじゃる丸（女子高生）
- 12歳。〜ちっちゃなムネのトキメキ〜（塾の女子生徒）

2019年
- ダンジョンに出会いを求めるのは間違っているだろうかII（アマゾ娼婦）
- カードファイト!! ヴァンガード（母親）

2020年
- グレイプニル（女子生徒）
- アイドリッシュセブン Second BEAT!（女子大学生）

### 劇場アニメ
- 百日紅（2015年）
- 劇場版 黒執事 Book of the Atlantic（2017年）

### ゲーム
2015年
- リア充はじめました(仮)（小野田くるみ）

2016年
- 幻獣姫（カイン）

2017年
- トリックスター 召喚士になりたい（キャロル）

2018年
- カルマオンライン（ナヴァレ）
- DYNAMIC CHORD feat.apple-polisher（柊風羽）
- 御城プロジェクト:RE〜CASTLE DEFENSE〜（古河城、丹波亀山城）
- サファイア・スフィア〜蒼き境界〜（ブリリアン、ラビス）